# Menhirs des Longrais
Les menhirs des Longrais sont situés au lieu-dit les Menhirs sur la commune de Soumont-Saint-Quentin, en France, dans le département du Calvados.

## Description
En 1957, au moment de leur découverte, à gauche de la départementale D 261a reliant Ouilly-le-Tesson à Tassilly, les trois menhirs étaient presque totalement enterrés. En 1962, deux d'entre eux furent relevés, le troisième de plus petite dimension dont l'authenticité n'est pas avérée est resté enseveli. Malgré leur classement et leur protection aux Monuments Historiques, un agriculteur les a déplacés de plus de 400 m de leur emplacement initial pour les redresser en bordure de champs. Les deux mégalithes se trouvent maintenant à l'extrémité est de l'éperon rocheux du Mont Joly. Ils sont en grès armoricain présentant des clivages verticaux. Le plus grand est blanc et mesure environ 2,60 m de haut. Le second d'une belle couleur rose est plus petit, il mesure environ 1,60 m.
L'archéologue Bernard Edeine mit au jour dans cette plaine les traces des plus anciens cultivateurs connus en Basse-Normandie. Devant l'un des  menhirs, une fosse de 1,65 m de profondeur fut découverte, elle contenait des fragments de charbon de bois et des tessons de poterie. Un abri sous roche et plusieurs polissoirs sont visibles sur le site néolithique du Mont Joly. Une grande quantité d'éclats de silex taillés parsèment la plaine environnante et témoignent d'une présence humaine très ancienne et d'une intense activité d'exploitation du silex. Plus de 20 000 puits d’extraction ont été identifiés à quelques kilomètres au nord vers Bretteville-le-Rabet.

## Protection
Les trois menhirs dits menhirs des Longrais fait l’objet d’un classement au titre des monuments historiques depuis le 3 avril 1978.

## Galerie

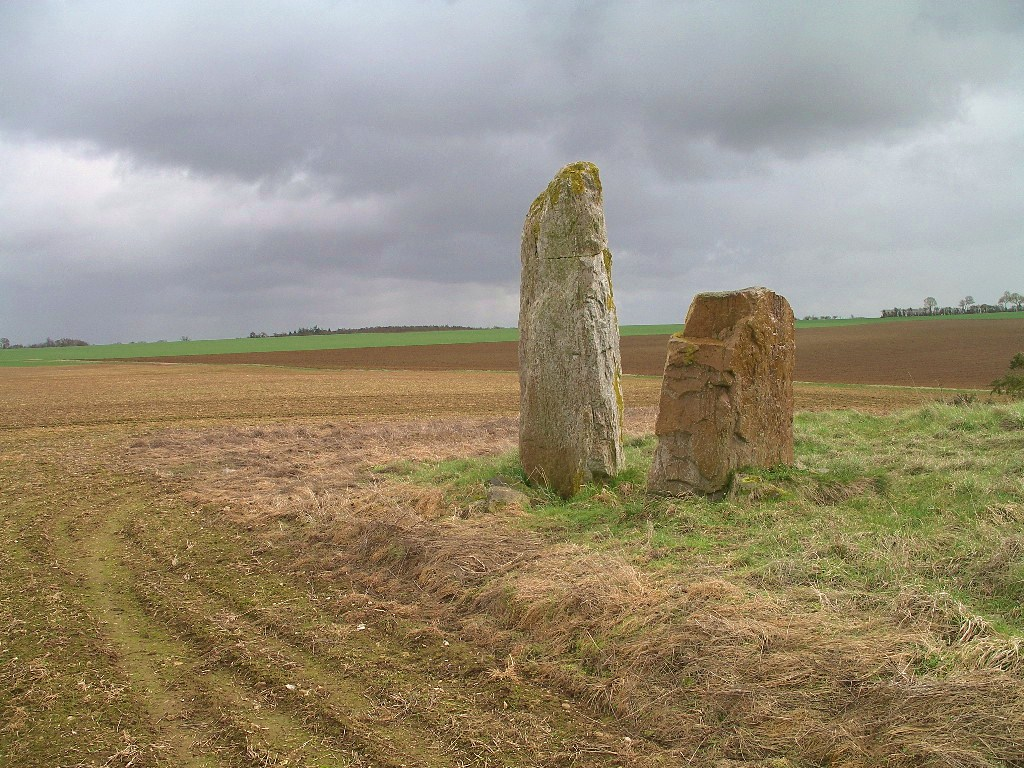
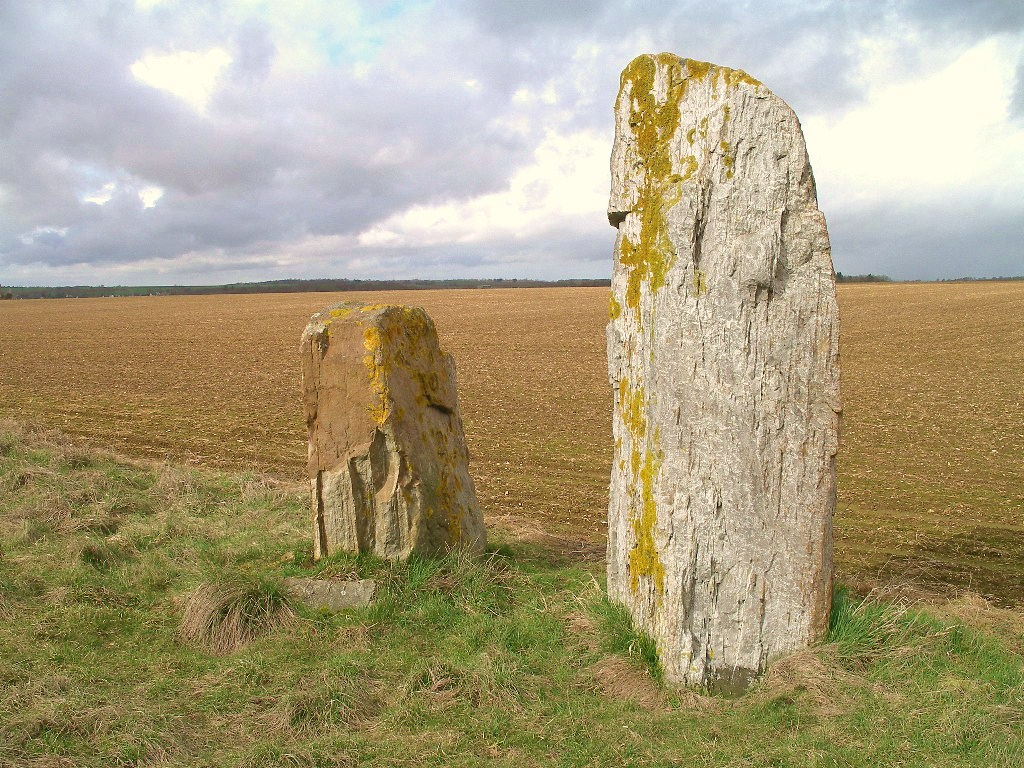